# Rhododendron tuberculiferum
Rhododendron tuberculiferum är en ljungväxtart som beskrevs av J. J. Smith. Rhododendron tuberculiferum ingår i släktet rododendron, och familjen ljungväxter. Inga underarter finns listade i Catalogue of Life.